# Одноатомний газ
Одноатомний газ — газ, що складається з атомів, не об'єднаних у молекули.
До одноатомних газів належать благородні гази: гелій , неон , аргон , криптон , ксенон і радон. Вони мають повну зовнішню валентну оболонку, що робить їх майже неактивними. Атоми інших елементів схильні утворювати хімічні сполуки, тому одноатомними можуть бути лише при високих температурах.
Поведінка багатоатомних газів аналогічна поведінці одноатомних при температурах, коли в молекулах не збуджуються внутрішні коливання. При збудженні внутрішніх коливань, зокрема, зростає теплоємність газів, оскільки частина отримуваної молекулами газу енергії передається цим коливанням.
Водень у міжзоряному просторі здебільшого одноатомний.